# Odri
Pour l’article ayant un titre homophone, voir Haudry.
Odri (en macédonien Одри ; en albanais Odri) est un village du nord-ouest de la Macédoine du Nord, situé dans la municipalité de Téartsé. Le village comptait 1739 habitants en 2002. Il est majoritairement albanais.

## Démographie
Lors du recensement de 2002, le village comptait :
- Albanais : 1 598
- Macédoniens : 139
- Serbes : 2